# Jimmie Rodgers (diplomate)
Sir Jimmie Rodgers est un diplomate salomonais.

## Biographie
Originaire de la Province occidentale des Îles Salomon, il sort diplômé en 1980 de l'École de médecine des Fidji, puis suit une formation à l'anesthésie en Nouvelle-Zélande et à l'administration de la santé publique en Australie. Il devient le chef du service d'anesthésie de l'hôpital national des Îles Salomon.
Il est le directeur général de la Communauté du Pacifique de 2006 à 2014. En 2009, lorsque les Fidji, sous la dictature militaire de Frank Bainimarama, sont suspendues du Forum des Îles du Pacifique et du Commonwealth des Nations, Jimmie Rodgers indique que le pays n'est pas suspendu de la Communauté du Pacifique. Il soutient la création par les Fidji en 2013 du Forum du développement des îles du Pacifique. Après la fin de son mandat en 2014, il est candidat sans succès au poste de secrétaire général du Forum des Îles du Pacifique, battu par la Papou-Néo-Guinéenne Dame Meg Taylor. 
Il fonde le Parti du peuple d'abord en vue des élections législatives salomonaises de 2014, et articule sa campagne autour du développement du tourisme pour diversifier l'économie du pays. Candidat dans la circonscription de Marovo, il obtient 29 % des voix et est battu par le député sortant (et ancien Premier ministre) Snyder Rini. 
En 2019 il devient le secrétaire auprès du Premier ministre des Îles Salomon, Manasseh Sogavare puis Jeremiah Manele, jusqu'en 2025. À cette fonction, il coordonne avec le ministère de la Santé la réponse du gouvernement à la pandémie de Covid-19 aux Îles Salomon, puis préside le comité de direction de l'autorité de préparation des Jeux du Pacifique de 2023,. En février 2025 il est fait chevalier commandeur de l'ordre de Saint-Michel et Saint-George. 